# Taihe (socken i Kina, Inre Mongoliet)
Taihe (kinesiska: 太和, 太和乡) är en socken i Kina. Den ligger i den autonoma regionen Inre Mongoliet, i den norra delen av landet, omkring 950 kilometer nordost om regionhuvudstaden Hohhot.
Genomsnittlig årsnederbörd är 586 millimeter. Den regnigaste månaden är juli, med i genomsnitt 163 mm nederbörd, och den torraste är februari, med 3 mm nederbörd.